# 新生ユニット“月光エデン”
『新生ユニット“月光エデン”』（しんせいユニットげっこうえでん）は2007年5月1日より、ブロードバンド・コミュニケーションサイトcasTYで生配信されていた音楽バラエティ番組。

## 概要

### 番組の概要
- パソコンテレビ・GyaO（バラエティ）で放送されていた嘉門達夫のナリキン投稿天国（以下ナリ天）の目指せ！CDデビューというコーナーに応募し(この時点では月光エデンではなく、「My Sugar Bombz」という名前で投稿している)、楽曲ダウンロード数１位を獲得し、メジャーデビューを果たしたが、ナリ天が2007年4月で放送を終了してしまったため、その後の月光エデンの情報をこの番組で放送している(但し、GyaOとcasTYの関係はほとんど無いと思われる。エピソード参照)。生配信で視聴者がリアルタイムで月光エデンとのやり取りが出来る。
- 番組の大まかな内容として、月光エデンの近況、視聴者からの質問やクイズや川柳などで楽しむことが出来る。また、CMの代わりとして、月光エデンのデビューミニアルバム「灼熱GO!GO!」から楽曲のPVを流すことになっている。
- 番組の配信時間は毎週火曜日23:00～翌日1:00頃であった。
- 番組の再配信時間は毎週日曜日17:00～19:00頃であった。

### 出演者および番組の担当
いずれも月光エデン。
- 舞　メインの司会進行
- 池ポン　視聴者の書き込みを順に読み上げる
- れいじ　番組途中にPVに切り替える作業を担当

## スレッドの変遷

### 番組終了時に立ち上がっていたスレッド
- 新人アーティスト『月光エデン』コミュニティBBS
- オススメの動画サイト教えて！(動画投稿サイト100サイトを目指すスレッド)
- 川柳募集スレッド☆(月光エデンに纏わる川柳を書き込む)

### 募集を終了したスレッド
- どんなシチュエーションで音楽を聴きますか？
- 最近。。。思わず衝動買いしちゃったモノありますかぁ？
- ズバリ！最近感動した事は何？
- あなたの好きな歌手、バンドは誰ですか？
- 街で見掛けた面白い光景や人などあったら教えて！
- クイズ問題募集スレッド(視聴者がクイズを出題し、月光エデン側が答える)
- 皆さんのお悩み教えて下さい！(視聴者の悩んでいる事を月光エデンの3人で解決)

## エピソード
- 番組が始まった当初はまだメジャーデビューしていないため、ほぼ無名に近い新人バンドがいきなり番組を、しかも生配信を行なうというのは極めて稀といえる。そのような真新しさもあったということか、配信直後の書き込みはそれほど多くは無かったが、現在では徐々に増えている。
- 番組途中に休憩を挟むということで、月光エデンの自主制作PVを流すことにしているが、れいじがビデオの操作を誤り、PVが流れないという放送事故がたびたび起こる。これが番組の名物となってしまい、PVに切り替わる時にまた放送事故を起こすのではないかと、何故か期待している視聴者も多い。
- 池ポンが視聴者の書き込む漢字が読めず、これがきっかけで「クイズ問題募集スレッド」が立ち上がる。現在では、漢字の読みにこだわらず、方言クイズやなぞなぞや心理テストなどの書き込みがある。また、月光エデン側から問題を出すこともあり、それを視聴者が解答を書き込むことがある。
- 生配信中、メジャーデビューを果たした番組「ナリ天」のことを「某番組」と呼んでいることから、ナリ天でメジャーデビューを果したことを隠している。casTY側から他のライバルサイトの名前を出さない様、注意されている可能性があるが、詳細は不明。
- 月光エデンが2007年9月までに活動休止し番組も終了。配信元であるcasTYも2018年にサービスを終了した。